# Kongres Wolności Kultury (kongres)
Kongres Wolności Kultury (także: Kongres berliński w obronie wolności kultury, niem. Kongress für Kulturelle Freiheit) – kongres pokojowy, który odbył się w dniach 26–30 czerwca 1950 w Berlinie Zachodnim.

## Geneza
Impreza stanowiła odpowiedź wolnego świata na komunistyczny Światowy Kongres Intelektualistów w Obronie Pokoju, który odbył się we Wrocławiu w 1948, była próbą przeciwstawienia się znaczącym i rosnącym wpływom sowieckim w świecie kultury i nauki zachodniej, stanowiącym wsparcie polityki globalnej Sowietów, jak również stanowiła mobilizację nastawionych antykomunistycznie klerków zachodnich.
Wybór Berlina Zachodniego na kongres nie był przypadkowy (podobnie jak w przypadku Wrocławia w 1948): miasto, po blokadzie powietrznej (1948-1949), stało się symbolem walki z komunizmem, swoistą „wyspą wolności” pośród sowieckiego zagrożenia. Utworzono tu wolne radio i uniwersytet, będące przejawem wolności i demokracji.

## Organizacja

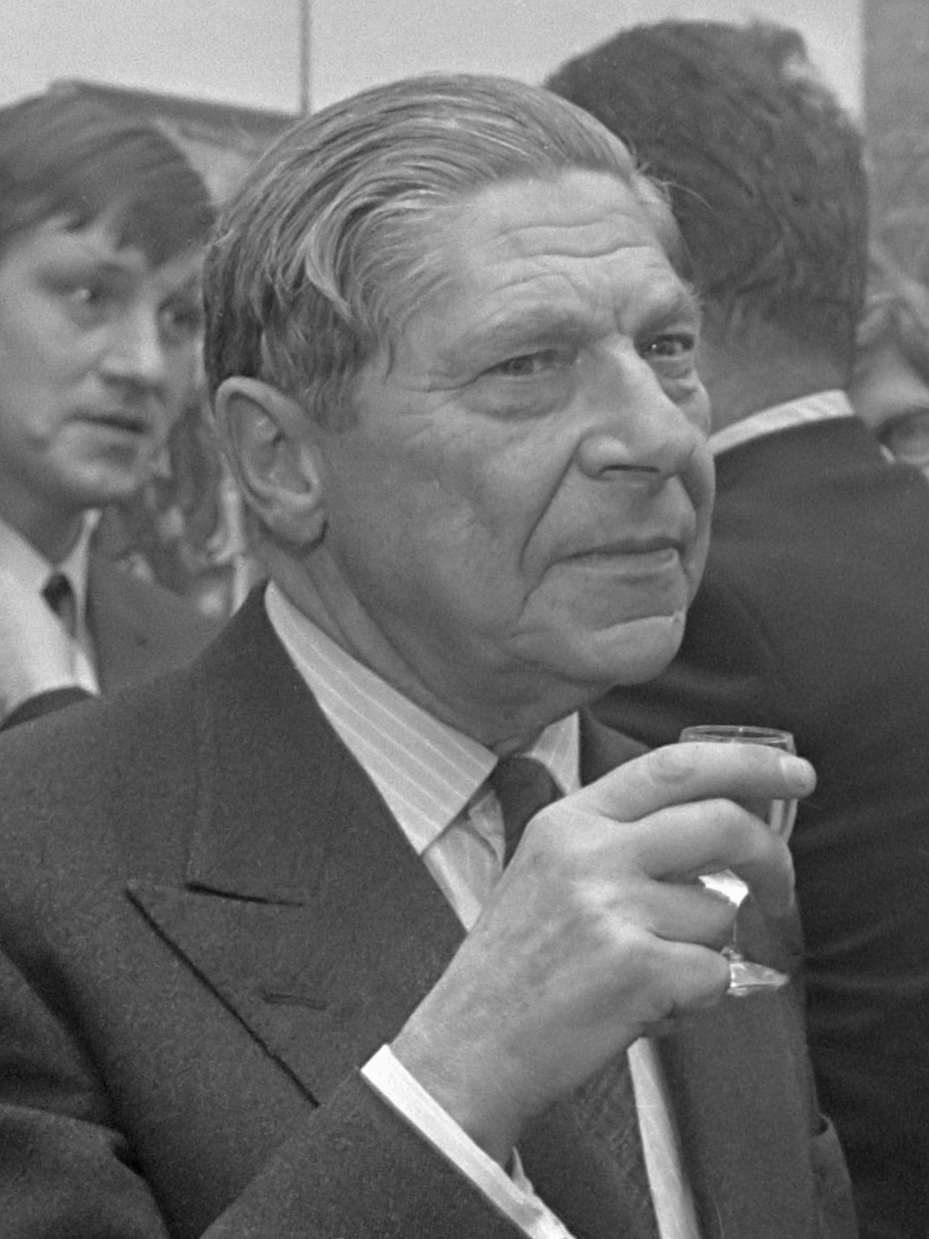
Arthur Koestler (główny organizator)

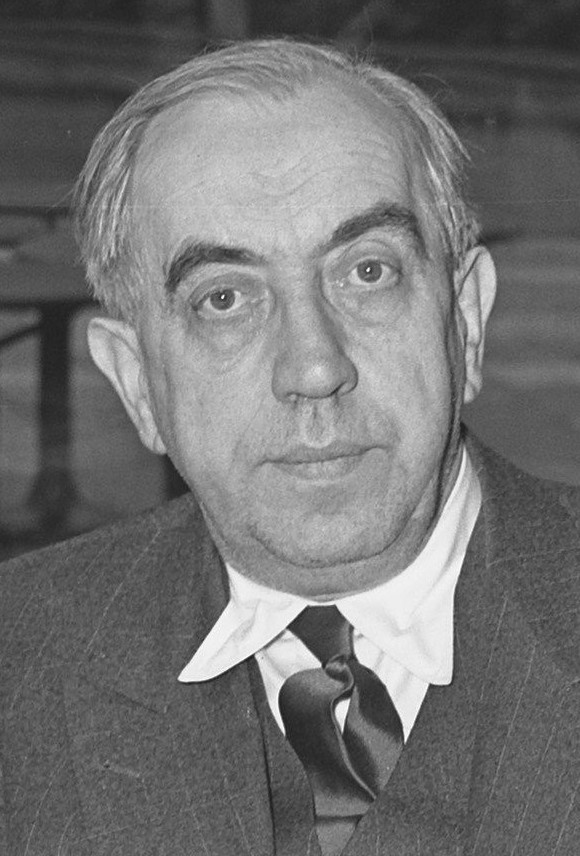
Ernst Reuter (burmistrz Berlina, uczestnik kongresu)

Głównym organizatorem kongresu był Arthur Koestler (odpowiednik „wrocławskiego” Jerzego Borejszy), który w 1948 przebywał w Stanach Zjednoczonych, gdzie wygłaszał prelekcje poświęcone konieczności twardego przeciwstawienia się rosnącym wpływom Związku Sowieckiego w Europie i rozwiewające nadzieje części liberałów na układy z Moskwą. Prelekcje te wzbudziły zainteresowanie rządu amerykańskiego, w tym generała Williama Donovana, dyrektora Office of Strategic Studies (potem CIA). Koestlerowska wizja walki o umysły w świecie kultury i nauki była dobrym uzupełnieniem polityki powstrzymywania George’a Kennana, a także trafiała w zamysł Ruth Eisler, byłej komunistki z Kominternu, która zamierzała zorganizować w Berlinie masową demonstrację pod hasłami antysowieckimi, stanowiącą zaczyn jakiegoś ruchu intelektualnego. Idea zwołania kongresu powstała właśnie w oparciu o zapis z jej memorandum z sierpnia 1949. Sprawą przygotowania kongresu zająć się miał dziennikarz Michael Josselson, estoński Żyd, urzędnik amerykańskiego zarządu wojskowego w Berlinie zajmujący się denazyfikacją środowiska artystycznego. Środki na organizację pochodzić miały ze Stanów Zjednoczonych.
Koncepcja kongresu powstawała i formowała się tak w Europie, jak i w USA, gdzie w 1949 (Nowy Jork) odbył się lewicowy, sowiecko-amerykański kongres pokojowy, będący jedną z przyczyn podjęcia intensywnych działań kontrofensywnych ze strony ruchów antykomunistycznych. Ideę organizacji kongresu poparto podczas konferencji Ruchu Europejskiego w sprawie kultury w Lozannie, gdzie postanowiono, że kongres będzie manifestacją niezależnych postaci zachodniego życia kulturalnego przeciw uciskowi wolności duchowej. O taką formę wydarzenia zabiegał szczególnie David Rousset (polityk ujawniający prawdę o sowieckich zbrodniach przeciwko ludzkości). Na kongresie mieliby wystąpić ludzie z podobnym jak on bagażem doświadczeń, tzn. w przeszłości mający związki z komunizmem, którzy jednak zrozumieli, że nie jest on właściwą drogą rozwoju ludzkości.
Na początku 1950 zawiązał się komitet przygotowawczy, w skład którego weszli m.in.: Denis de Rougemont, Melvin Lasky (publicysta żydowskiego pochodzenia, oficer amerykański w Niemczech, wcześniej współpracujący z Kurtem Schumacherem, by nie dopuścić do połączenia się SPD i KPD), burmistrz Ernst Reuter, Otto Suhr, Bertrand Russell, Richard Crossman, Arthur Koestler, André Gide, David Rousset, Benedetto Croce, Ignazio Silone, John Dewey, Reinhold Niebur, Sidney Hook, Karl Jaspers, Alfred Weber i Egon Kogon. Ideę poparło około 150 intelektualistów: pisarzy, uczonych, dziennikarzy, polityków i innych. Byli wśród nich przedstawiciele różnych orientacji politycznych i koncepcji społecznych: europejscy federaliści, antykomuniści i socjaldemokraci. W ramach przygotowań, w kwietniu 1950, zorganizowano w Berlinie (sektor amerykański) konferencję intelektualistów zachodniej Europy, podczas której Melvin Lasky ogłosił projekt utworzenia organizacji na rzecz obrony wolności i demokracji przed sowiecką agresją.

## Przebieg

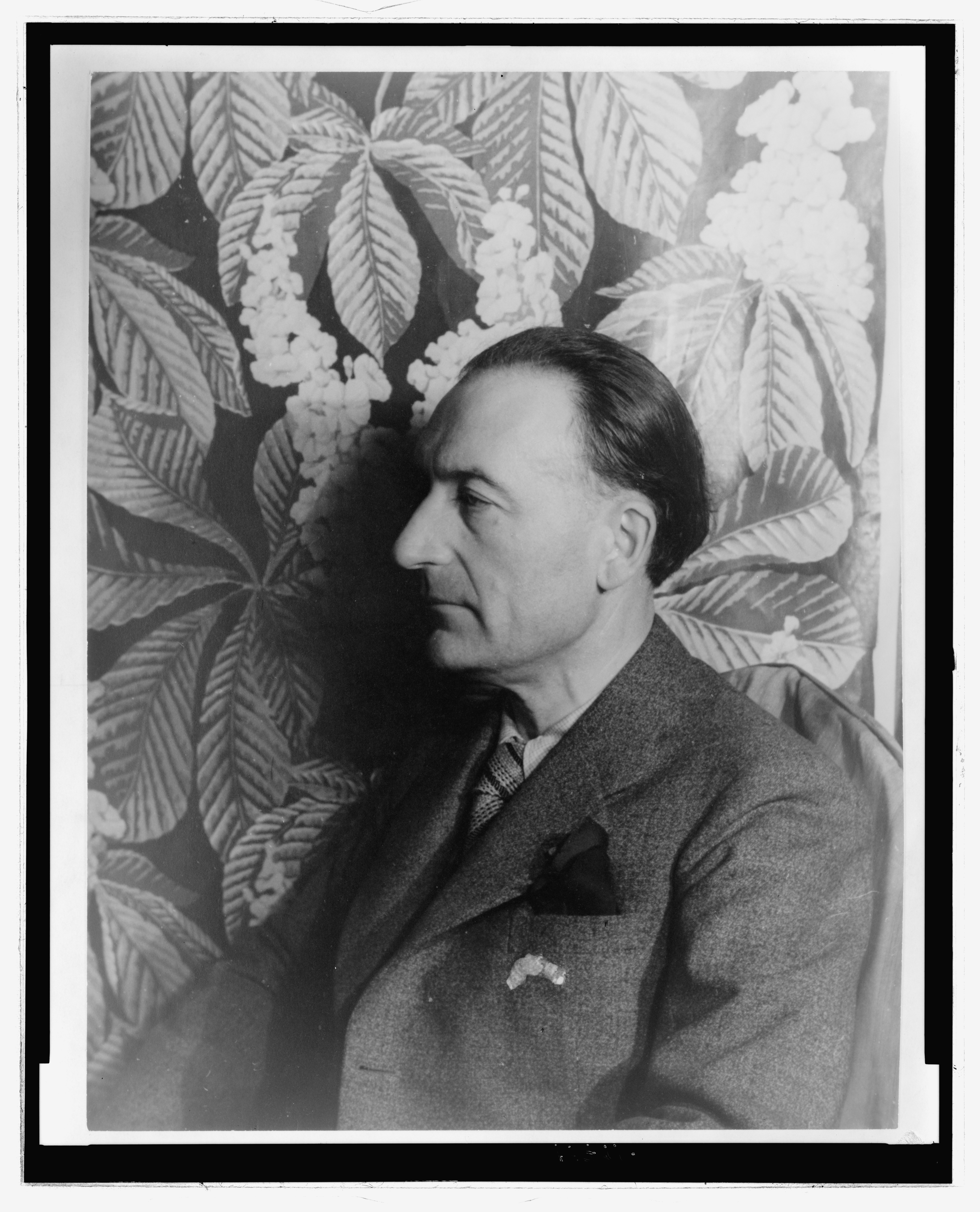
Jules Romains (przewodniczący kongresu)

Kongres otwarto 25 czerwca 1950. Ciążył nad nim cień rozpoczętej właśnie wojny koreańskiej (analogicznie kongres wrocławski upływał w kontekście blokady Berlina). Miał formę dobrowolnego spotkania niezależnych osobistości, a nie, jak to miało miejsce we Wrocławiu, formalnego udziału delegacji państwowych. Jego głównym nurtem było przeciwstawienie się wpływom sowieckim w kulturze i nauce, nasilającemu się antyamerykanizmowi oraz tolerancji wobec marksizmu i komunizmu wśród elit Zachodu. Obrady nie były zamknięte, jak we Wrocławiu – mogły być śledzone przez kilkutysięczną publiczność. Mowy wygłosiło ponad stu intelektualistów z dwudziestu państw, przy czym połowę z nich stanowili Amerykanie i Niemcy, w tym imigranci do USA, Wielkiej Brytanii i Szwajcarii, np. Carl Friedrich, Hermann Kesten, Walther Mehring, Sebastian Haffner, Richard Loewenthal, Wilhelm Röpke, Franz Borkenau, Martin Buber, czy Theodor Plievier. Obecna była grupa chrześcijańska (dwóch katolików, dwóch kalwinów, trzech protestantów i duchowny baskijski). W składzie uczestników francuskich znaleźli się głównie antykomunistycznie i antytotalitarnie nastawieni intelektualiści, m.in. Andre Philip (socjalista), Henri Frenay (gaulista), Michel Collinet (antykomunista), Jules Monnerot (były komunista), czy Thierry Maulnier. Ze strony amerykańskiej wystąpił m.in. Hermann Muller, genetyk, noblista z 1946, atakowany w Sowietach przez pseudonaukowe środowisko Trofima Łysenki. W delegacji amerykańskiej przybyli też Kesha Malik z Indii i Germán Arciniegas z Kolumbii. Ze strony polskiej przemówienie wygłosił w imieniu wszystkich narodów zza żelaznej kurtyny, Józef Czapski (Jerzy Giedroyć zachował postawę dystansu wobec obrad). Rosję reprezentowali trzej emigranci, w tym Borys Nikołajewski (historyk).

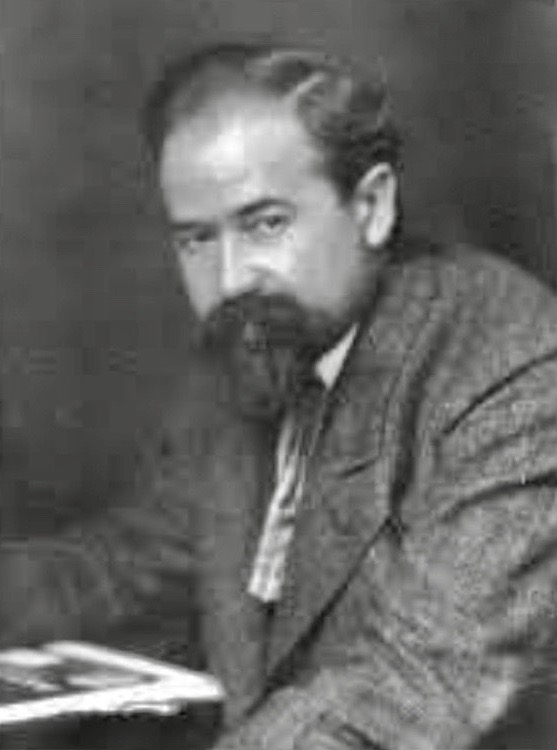
Alfred Weber (zastępca przewodniczącego)

Przewodniczącym obrad był Jules Romains, a jego zastępcami Ernst Reuter, filozof Sidney Hook i Alfred Weber. Nieobecni byli honorowi zastępcy: Benedetto Croce, John Dewey, Karl Jaspers, Salvador de Madariaga, Jacques Maritain i Bertrand Russell (udzielili oni kongresowi jedynie moralnego poparcia). Referat wstępny wygłosił zwolennik niezaostrzania konfliktów na linii wschód-zachód, fizyk atomowy z Wiednia, Hans Thirring. Potem, na inauguracyjnym posiedzeniu, przedstawiono jeszcze osiem wystąpień. Najaktywniejszym mówcą był Arthur Koestler atakujący postawę kompromisu z Rosją sowiecką. Apelował o utworzenie sojuszu bojowego zachodnich elit intelektualnych, widząc w Rosji największe zagrożenie dla wolności. Uważał, że pokój jest możliwy, ale tylko na określonych przez Zachód warunkach. Równie stanowcze przemówienie wygłosił James Burnham, ostrzegający przed pacyfizmem i „ruchami pokojowymi”, będącymi przyczółkiem komunistycznej infiltracji. Dopuszczał nawet użycie bomby atomowej wobec komunistów.
Na kongresie dało się zauważyć trzy wyraźne orientacje: wojującą (konfrontacyjną) z Koestlerem, Spinellim, Borkenauem i Burnhamem na czele, umiarkowaną (Ignazio Silone, Franco Lombardi, Adolf Grimme, Haakon Lie i Frode Jacobsen) i przeciwną intencji kongresu. W ostatniej prym wiódł angielski historyk Hugh Trevor-Roper, który odżegnał się idei spotkania, jako politycznej demonstracji organizowanej przez dawnych komunistów w sojuszu z histeryzującymi nacjonalistami niemieckimi. Pomimo zaistniałych rozbieżności przyjęto jednak jednomyślną uchwałę i ogłoszono ją w formie czternastopunktowego „Manifestu do ludzi wolnych”, w którym apelowano o „wolność ducha”, ostrzegano przed zagrożeniami płynącymi z totalitaryzmów, atakowano „fałszywe kampanie pokojowe” i neutralność intelektualną. W odrębnym dokumencie solidaryzowano się z walką części Hiszpanów z wojskami frankistowskimi. Skierowano też posłanie do artystów, pisarzy i naukowców zza żelaznej kurtyny solidaryzując się z walczącymi o wolność. Określono w tym dokumencie konflikt między Wschodem i Zachodem jako rozgrywający się na linii: pokój – wolność.

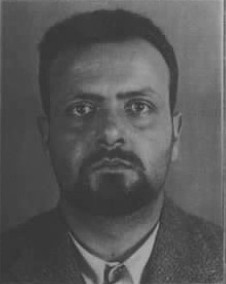
Altiero Spinelli (jeden z mówców frakcji konfrontacyjnej)

Archiwum Generalne kongresu przechowywane jest w sekcji Special Collections Biblioteki Regenstein Uniwersytetu Chicagowskiego w kolekcji International Association for Cultural Freedom.

## Efekty
Kongres (według Pierra Gremiona) był programem amerykańskiej dyplomacji kulturalnej, promującym wilsonowską ideę wolnej Europy. Stanowił demonstrację antykomunizmu i był wymierzony we wspierających totalitaryzm intelektualistów marksistowskich. Burmistrz Ernst Reuter określił go mianem bardziej politycznego niż naukowego. Zasadniczo spełnił pokładane w nim przez organizatorów nadzieje. Jego efektem (w kontrze do kongresu wrocławskiego) było zerwanie na dłuższy czas pozostałych jeszcze więzi kulturalnych łączących intelektualistów Zachodniej i Centralnej/Wschodniej Europy.
Współtwórcy kongresu, po jego zakończeniu, kontynuowali działalność organizacyjną, czego w zasadzie nie przewidywano wcześniej. Sponsorowano m.in. twórczość artystyczną, propagowano myśl naukową, utworzono Centre Europeen de la Culture w Genewie wraz z komitetami narodowymi.
W 1967 ujawniono, że głównym sponsorem kongresu była CIA (Office of Policy Coordination, komórka kierowana przez Toma Bradena), o czym wiedziała część decydentów amerykańskich. Część środków pochodziła również z prywatnych amerykańskich fundacji, np. Forda, czy Rockefellera. Po ujawnieniu wywołało to różnego rodzaju obiekcje etyczne u części uczestników. Po ujawnieniu źródła finansowania organizacja Kongres Wolności Kultury (powołana po berlińskim spotkaniu) zmieniła nazwę na Międzynarodowe Stowarzyszenie na rzecz Wolności Kultury i działała jeszcze do 1975, będąc pewnego rodzaju konfederacją różnorakich grup narodowych i regionalnych. Niezależnie od tego spotkanie odegrało znaczną rolę, demaskując wpływ stalinizmu na umysłowość elit zachodnich i przeciwstawiając się poddańczemu wobec ZSRR kongresowi wrocławskiemu. Kongres skupił się na wolności twórczej jako koniecznemu warunkowi przetrwania i rozwoju kultury ludzkiej. Obnażył iluzję komunizmu, jako ustroju mającego teoretycznie przynieść wolność, równość i dobrobyt. David Caute w „Compagnons de route”, porównując oba kongresy, zauważył, że podobieństwa między nimi były czysto formalne, podczas gdy różnice miały charakter zasadniczy i cywilizacyjny.

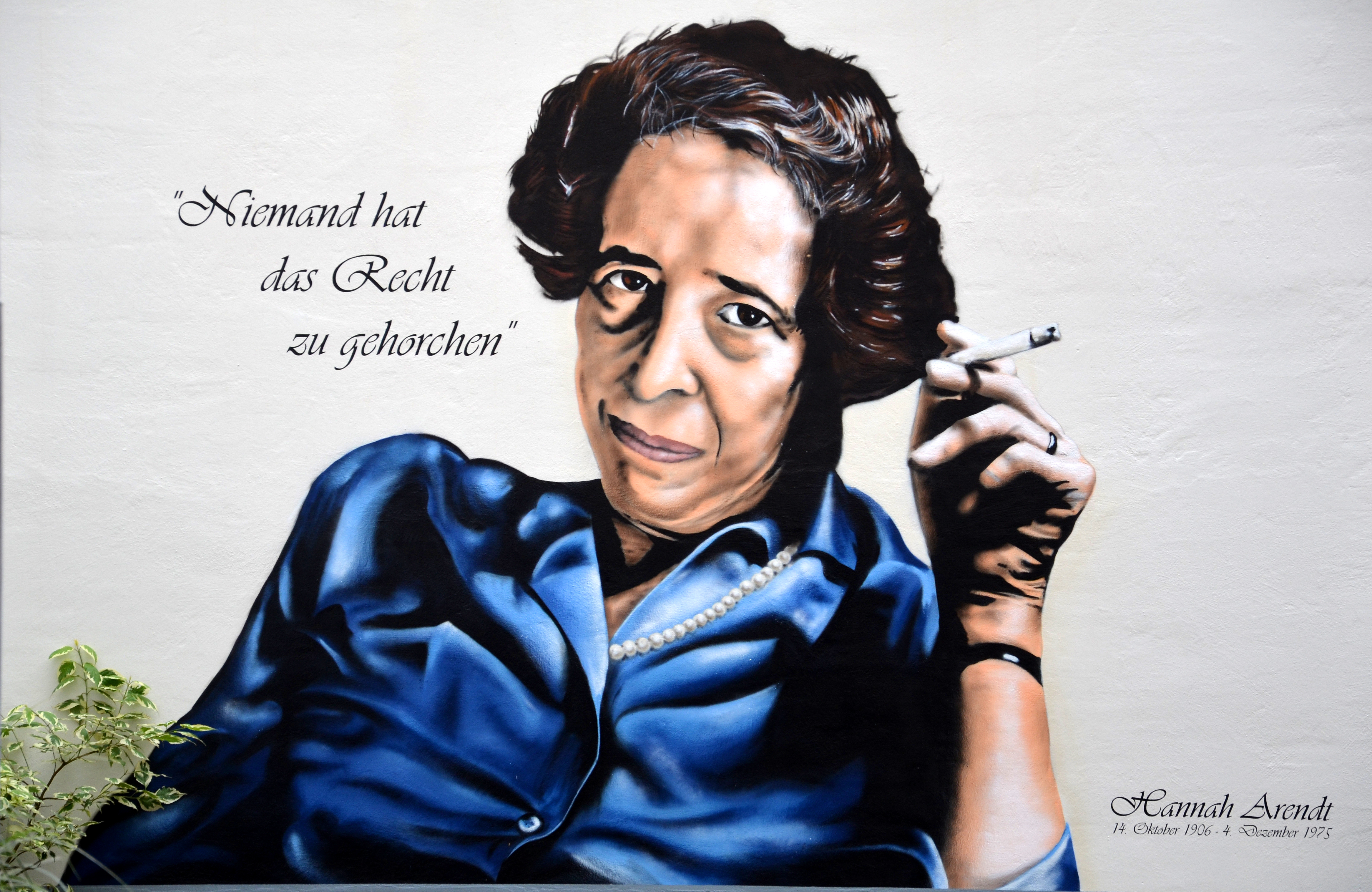
Hannah Arendt (autorka książki „The Origins of Totalitarism”)

Kongres był imprezą europejską, jednak jego realizacja nie byłaby możliwa bez pomocy amerykańskiej, tak finansowej, jak i organizacyjnej, oraz w postaci wkładu intelektualnego. Po zakończeniu obrad (1951) ukazała się książka, pozostającej w dystansie do imprezy, Hanny Arendt „The Origins of Totalitarism”, stanowiąca teoretyczną podbudowę przedstawionych na kongresie tez, w tym zwłaszcza zrównująca faszyzm i komunizm jako równoważne totalitaryzmy. Innym efektem kongresu było utworzenie wolnego uniwersytetu w Strasburgu dla studentów zza żelaznej kurtyny.

## Krytyka z NRD
Kongres ostro zwalczano w NRD, zwłaszcza w Berlinie Wschodnim. Kierujący wschodnioniemiecką propagandą Gerhard Eisler, dawny przyjaciel Koestlera, określił uczestników „policyjnymi szpiegami i literackimi małpami”. Niezależnie od tego doszło do kawiarnianego spotkania dwóch naukowców z NRD (chemika Roberta Havemanna i filozofa Arthura Holitschera) z członkami kongresu, w tym z Koestlerem. Rozmowa była chaotyczna, nie przyniosła żadnych konstruktywnych wniosków i została przerwana. Wkrótce po zakończeniu obrad odbył się II Kongres Pisarzy NRD, podczas którego sformułowano „manifest pokojowy”. W maju 1951 zorganizowano natomiast w Lipsku I. Niemiecki Kongres Kultury. Wzięli w nim udział intelektualiści z Niemiec Zachodnich (m.in. Arnold Zweig i Bertold Brecht).

## Polskie opracowania
W Polsce o kongresie pisał, przede wszystkim Mirosław Adam Supruniuk, m.in. w pracy „Czesław Miłosz i Kongres Wolności Kultury” (Archiwum Emigracji. Studia – Szkice – Dokumenty) z 1998. Do prac kongresu odnieśli się też Paweł Kłoczowski w przypisach do „Chwil oderwanych” Konstantego Jeleńskiego (2007), czy Olga Glondys (2009). W „Przeglądzie Politycznym” (1997, 1998) opublikowano kilkanaście tekstów związanych z historią i interpretacją kongresu. Wyczerpującą bibliografię zagraniczną imprezy opracował Mirosław Adam Supruniuk.